# 1815 no teatro

## Nascimentos
| Data          | Nome                     | Profissão                   | Nacionalidade  | Observações | Ref |
| ------------- | ------------------------ | --------------------------- | -------------- | ----------- | --- |
| 6 de maio     | Eugène Labiche           | dramaturgo e escritor       | França         | m. 1888     |     |
| 29 de outubro | Joaquim da Costa Cascais | militar, poeta e dramaturgo | Portugal       | m. 1898     |     |
| 5 de Novembro | Martins Pena             | dramaturgo e diplomata      | Brasil Colônia | m. 1848     |     |

## Mortes
| Data | Nome | Profissão | Nacionalidade | Observações | Ref |
| ---- | ---- | --------- | ------------- | ----------- | --- |